# Estefanía Molina
Estefanía Molina Morales  (Igualada, Barcelona, 23 de diciembre de 1991) es una analista política, escritora y periodista española.
Estudió secundaria en el Instituto Pere Vives i Vich de su ciudad natal y posteriormente se licenció en Periodismo y Ciencias Políticas en la Universidad Pompeu Fabra. Comenzó su carrera trabajando como corresponsal en Madrid del diario digital catalán El Nacional y en la actualidad es analista política en programas de televisión y radio como El Suplement de Catalunya Ràdio, La noche en 24h de 24h, Aquí, amb Josep Cuní de SER Catalunya o Al Rojo Vivo de la Sexta. También escribe regularmente en el diario El País.
En mayo de 2021 publicó el libro El berrinche político, análisis de la política en España entre 2015 y 2020.